# Зарубинцы (урочище)
Зарубинцы — урочище на территории Черкасского района Черкасской области Украины. Расположено в 2,6 км северо-восточнее села Луковица на берегу Днепра.
Урочище представлено степным участком, ограниченным с запада лесами (на северо-западе урочищем Дегтярка), а с востока стремительно обрывается в Каневское водохранилище .
Во времена Киевской Руси недалеко от урочища стоял летописный город Заруб, близ которого находился Зарубский (Трахтемировский) монастырь. В XV-XVII веках он был убежищем и местом лечения для казаков. До образования водохранилища на этом месте существовало село Зарубинцы. Во время Колиивщины через село проходил повстанческий атаман Никита Швачка. Здесь в 1899 году археологом Викентием Хвойко был открыт могильник новой археологической культуры, названной зарубинецкой. На незатопленной территории сохранилось кладбище с памятным крестом.
В 1943 году в ходе форсирования Днепра Красной армией у Зарубинцев шли кровопролитные бои. В начале 1970-х годов жители Зарубинцев были принудительно переселены в связи с созданием Каневского водохранилища. Село было официально исключено из списка населённых мест Каневского района в 1976 году.